# Gesellschaft deutschsprachiger Odonatologen
Die Gesellschaft deutschsprachiger Odonatologen e. V. (GdO) ist eine zoologische Fachgesellschaft von Libellenforschern (Odonatologen) aus Deutschland und den benachbarten Ländern. Sie wurde 1982 in Bonn gegründet. Derzeit hat sie ihren Sitz in Mönchengladbach. Die Gesellschaft widmet sich der Förderung des Wissens über Libellen und dem Schutz heimischer Libellen.

## Geschichte
Das erste Treffen der (noch nicht gegründeten) Gesellschaft fand 1979 in Münster mit etwa 50 deutschsprachige Libellenkundlern aus Deutschland und benachbarten Ländern in Form einer Arbeitstagung statt. 1982 wurde die Gesellschaft deutschsprachiger Odonatologen (GdO) in Bonn gegründet und 1992 erfolgte die Eintragung als Verein sowie die Anerkennung der Gemeinnützigkeit. Nach eigenen Angaben liegt die Anzahl der Mitglieder derzeit (2023) bei über 690, von denen etwa 70 aus dem europäischen Ausland stammen.

## Publikationen
Die erste Ausgabe der bis heute von der Gesellschaft publizierten Zeitschrift Libellula erschien im Februar 1981. Sie erscheint zweimal jährlich mit wissenschaftlichen Beiträgen aus dem Gebiet der Libellenkunde, vorzugsweise Originalarbeiten zu Biologie, Ökologie, Verbreitung und Schutz der europäischen Libellenfauna. Unregelmäßig erscheint das Libellula Supplement als Monografie zu einem speziellen Thema, z. B. der Atlas of the Odonata of the Mediterranean and North Africa als Band 9, 2009. Auch die Libellennachrichten, das Mitteilungsblatt der Gesellschaft erscheint zweimal im Jahr.
2007 wurde zudem der Aufbau eines Verbreitungsatlanten der 81 in Deutschland nachgewiesenen Libellenarten ins Leben gerufen, der aus der Analyse der Verbreitungsdaten aller Bundesländer länderübergreifende Erkenntnisse zur Verbreitung, Ökologie und Biologie der Libellen liefern soll.
Seit 2011 wählt die Gesellschaft gemeinsam mit dem Bund für Umwelt und Naturschutz Deutschland (BUND) regelmäßig die Libelle des Jahres. Ebenso wie bei vergleichbaren Aktionen zur „Natur des Jahres“ soll mit der stellvertretenden Hervorhebung einer bestimmten Art dieser Tiergruppe auf Umweltthemen und ökologische Zusammenhänge aufmerksam gemacht werden.

## Landesverbände
Es gibt regionale Landesverbände u. a. in Bremen (Libellengruppe Bremen), Hessen (AK Libellen in Hessen) und Nordrhein-Westfalen (AK Libellen NRW).